# Hòa ước Trung-Nhật
Hòa ước Trung-Nhật (tiếng Trung: 日華平和条約), thường được gọi là Hòa ước Đài Bắc (tiếng Trung: 台北和約), là một hòa ước được ký ngày 28 tháng 4 năm 1952- Nhật Bản và Trung Hoa Dân Quốc ký Hiệp ước Đài Bắc, chính thức chấm dứt Chiến tranh Trung-Nhật, 7 năm sau khi kết thúc Chiến tranh thế giới lần thứ hai tại Đài Bắc, và có hiệu lực vào ngày 5 tháng 8 cùng năm, đánh dấu sự kết thúc chính thức của Chiến tranh Trung-Nhật thứ hai (1937-45). Hiệp ước này là cần thiết, bởi vì cả Trung Hoa Dân Quốc lẫn Cộng hòa Nhân dân Trung Hoa không được mời tham gia Hiệp ước San Francisco do bất đồng ý kiến của các nước Đồng Minh về việc nhà nước nào là nhà nước hợp pháp của Trung Quốc trong và sau cuộc Nội chiến Trung Quốc. Dưới áp lực từ Hoa Kỳ, Nhật Bản đã ký một hiệp ước hòa bình riêng với Trung Hoa Dân Quốc để đưa cuộc chiến giữa hai quốc gia đến một kết thúc chính thức với một chiến thắng cho Trung Hoa Dân Quốc. Mặc dù bản thân Trung Hoa Dân Quốc không tham gia Hội nghị Hoà bình San Francisco vì việc bắt đầu lại cuộc Nội chiến Trung Quốc sau năm 1945, hiệp ước này phần lớn tương ứng với thỏa thuận của Hiệp ước San Francisco. Cụ thể, Trung Quốc miễn trừ dịch vụ bồi thường cho Nhật Bản trong hiệp ước này đối với Điều 14 (a).1 của Hiệp ước San Francisco.
Hòa ước Trung-Nhật đã bị chính phủ Nhật Bản hủy bỏ vào ngày 29 Tháng Chín năm 1972.

## Tóm tắt Hiệp ước
Hòa ước Trung-Nhật liên quan chặt chẽ với các điều khoản của Hiệp ước San Francisco, thừa nhận rằng trong Hiệp ước San Francisco Nhật Bản đã từ bỏ mọi quyền, tựa đề và tuyên bố về hòn đảo Đài Loan, Pescadores, quần đảo Trường Sa, và quần đảo Hoàng Sa.

### Các điều khoản chính
Điều 2
"Được thừa nhận rằng theo Điều 2 của Hiệp ước Hoà bình với Nhật Bản ký kết tại thành phố San Francisco ở Hoa Kỳ vào ngày 8 tháng 9 năm 1951 (sau đây gọi là Hiệp ước San Francisco), Nhật Bản đã từ bỏ tất cả các quyền, tư cách và yêu cầu bồi thường cho Đài Loan (Formosa) và Penghu (Pescadores) cũng như quần đảo Trường Sa và Quần đảo Hoàng Sa. "
Điều 3
"Bố trí tài sản của Nhật Bản và các công dân của nó ở Đài Loan (Formosa) và Penghu (Pescadores), và các yêu sách của họ, bao gồm các khoản nợ, chống lại các cơ quan của Trung Quốc ở Đài Loan (Formosa) và Penghu (Pescadores) Và các cư dân ở đó, và việc định cư tại Nhật Bản về tài sản của các cơ quan và người cư trú đó và các khiếu nại của họ, kể cả các khoản nợ đối với Nhật Bản và các công dân của nó, sẽ là vấn đề của các thoả thuận đặc biệt giữa Chính phủ Cộng hoà Trung Quốc và Chính phủ Nhật Bản Các điều khoản công dân và người cư trú bất cứ khi nào được sử dụng trong Hiệp ước này bao gồm các pháp nhân ".
Điều 4
"Người ta thừa nhận rằng tất cả các hiệp ước, công ước và hiệp định đã kết thúc trước ngày 9 tháng 12 năm 1941, giữa Trung Quốc và Nhật Bản đã trở nên vô hiệu do hậu quả của chiến tranh."
Điều 9
"Trung Hoa Dân quốc và Nhật Bản sẽ nỗ lực để kết thúc, càng sớm càng tốt, một hiệp định quy định hoặc hạn chế đánh bắt và bảo tồn và phát triển nghề cá trên biển cả."
Điều 10
"Theo mục đích của Hiệp ước này, các công dân của Trung Hoa Dân quốc sẽ được coi là bao gồm tất cả cư dân và cư dân trước đây của Đài Loan (Formosa) và Penghu (Pescadores) và con cháu của quốc tịch Trung Quốc theo luật pháp và các quy định đã được Cộng hòa Trung Hoa ở Đài Loan (Formosa) và Penghu (Pescadores) thi hành và có thể được thi hành dưới đây và các pháp nhân của Trung Quốc Dân quốc sẽ được coi là bao gồm tất cả những người đăng ký theo luật pháp và các quy định đã được hoặc có thể sau đây được thi hành bởi Trung Hoa Dân quốc ở Đài Loan (Formosa) và Penghu (Pescadores). "